# Публій Плавцій Гіпсей
Пу́блій Пла́вцій Гіпсе́й (лат. Publius Plautius Hypsaeus, ? — після 52 до н. е.) — політичний та військовий діяч пізньої Римської республіки.

## Життєпис
Походив зі впливового плебейського роду Плавціїв. Стосовно батьків відсутні відомості. Вважається онуком або правнуком Марка Плавція Гіпсея, консула 125 року до н. е.
Стосовно початку кар'єри нічого невідомо. Він служив квестором у Гнея Помпея Великого під час Третьої Митридатової війни у 66-63 роках до н. е., але рік квестури невідомий. Виконував доручення Гнея Помпея Великого зі встановлення влади Птолемея XIII Авлета в Єгипті. У 63-61 роках до н. е. з успіхом діяв під час азійського походу Гнея Помпея Великого до Близького Сходу, особливо відзначився у підкоренні царства Коммагена.
Після повернення до Риму в 58 році до н. е. обраний курульним едилом. Під час своєї каденції випустив срібний денарій, яким нагадав про звитяги роду Плавціїв. У 57 році до н. е. виконував якесь доручення Помпея або римського сенату, втім щодо характеру завдання немає відомостей. У 57 або 56 році до н. е. обраний народним трибуном.
У 55 або 54 році до н. е. став претором. У 52 році до н. е. за підтримки Гнея Помпея Великого та Марка Клодія висунув свою кандидатуру на посаду консула. Але Клодій намагався відтягнути вибори, щоб не допустити майже безсумнівного обрання його суперника Мілона, а тому Гіпсею не вдавалося домогтися консульства. 18 лютого того ж року Мілон вбив Клодія. Тепер всі три кандидати в консули — Мілон, Гіпсей і Метелл Сципіон — ще більш відкрито і постійно вдавалися до підкупу і озброєного насилля. Сенат, стривожений наростаючою анархією, вирішив відновити порядок, призначивши Гнея Помпея Великого консулом без колеги. Гіпсей більш не міг розраховувати на консульство, за яке так відчайдушно боровся.
Через декілька днів були прийняті нові закони Гнея Помпея Великого щодо підкупу на виборах і насильства. Вони передбачали суворіші покарання і були прямо спрямовані проти трьох невдалих претендентів на консульства. Гіпсею були висунуті звинувачення. Але він звернувся особисто до Гнея Помпея Великого на шляху з лазень на обід і впав перед ним на коліна, благаючи про допомогу. Помпей зарозуміло пройшов повз і сказав, що Гіпсей доб'ється лише одного — зіпсує йому обід. Слідом за цим Публія Плавція Гіпсея було засуджено на вигнання. Про подальшу долю нічого невідомо.